# 摩洛哥—葡萄牙關係
摩洛哥－葡萄牙關係从几个世纪前一直延续到现在。收复失地运动后，葡萄牙开始向非洲扩张，扩张是从现在摩洛哥的一部分领土开始的。葡萄牙占领了一些城市，并在大西洋沿岸建立坚固的前哨。

## 历史

### 阿尔加维王国(1415-1515)

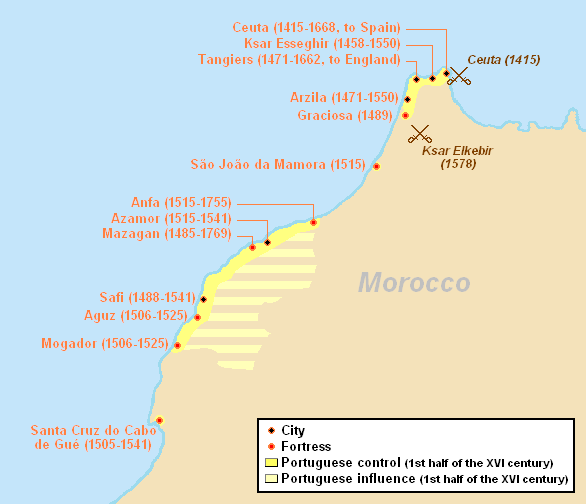
葡萄牙在马格里布的属地(1415-1769)

在阿方索五世统治时期，葡萄牙开始占领摩洛哥的部分沿海地区。1458年，葡萄牙占领了塞吉尔堡，1460年至1464年，丹吉尔多次被葡萄牙占领又丢失，1471年，葡萄牙又占领了阿尔齐拉。这一成就使葡萄牙国王获得了非洲人的绰号。
葡萄牙和西班牙在1496年通过了一项协议，有效地在北非海岸划分了各自的势力范围:西班牙只能占领戈梅拉岛以东的领土。1578年三王战役后，在腓力二世的统治下，葡萄牙和西班牙国王建立了伊比利亚联盟，然后西班牙开始在摩洛哥采取直接行动，比如说占领拉腊什。
葡萄牙人总共占领了5个摩洛哥城市，并在摩洛哥大西洋海岸建立了6个独立的堡垒，位于北部的盧克科斯河和南部的蘇斯河之间。
这5座城市分别是:塞吉尔堡（1458–1550）、丹吉尔（1471-1661）、阿尔齐拉（1471-1549）、萨菲（1488-1541）和艾宰穆爾（1513-1541）。